# تويوتا ماتريكس
تويوتا ماتريكس المسمى رسميًا تويوتا كورولا ماتريكس هي سيارة هاتشباك مدمجة تم تصنيعها بواسطة شركة تويوتا لصناعة السيارات في كندا وهي مشتقة من كورولا. تم طرح الماتريكس في عام 2002. وهي نتيجة مشروع مشترك بين تويوتا وجنرال موتورز، وكانت نسخة جنرال موتورز هي بونتياك فايبي.